# Vortex Col
Der Vortex Col (englisch für Wirbelsattel) ist ein Gebirgspass im ostantarktischen Viktorialand. In der westlichen Asgard Range führt er vom Polarplateau zur Südflanke des Oberen Wright-Gletscher.
Das New Zealand Antarctic Place-Names Committee nahm die deskriptive Benennung vor. Namensgebend ist der Umstand, dass hier die vom Polarplateau herangetriebenen schneebeladenen Wolken unter Ablenkung durch Mount Fleming wie durch einen Trichter herumgewirbelt werden.